# 차연희
차연희(車姸喜, 1986년 2월 26일~)는 대한민국의 여자 축구 선수로 현역 시절 포지션은 공격수이다. WK리그의 경주 한수원에서 마지막으로 뛰고 은퇴했다.
2009년 4월 SC 07 바트노이에나어에 1년 2개월 동안 임대 생활을 했으며 대한민국 여자 축구 선수로는 최초로 유럽 리그에 진출했다.